# Dark Days (album)
Albums de Loaded
Episode 1999
(1999) Wasted Heart
(2008)
Dark Days est le premier album studio du groupe américain de hard rock Loaded. Enregistrée entre décembre 2000 et février 2001 dans les studios de Jupiter à Seattle, Washington, il a été autoproduit en juillet. L'album fut réédité en 2007 avec un disque bonus contenant des titres live de leur tournée 2001 et au Japon et en février 2008 par Pimp Records.

## Liste des morceaux
Toutes les chansons sont écrites et composées par Duff McKagan.
| No  | Titre             | Durée |
| --- | ----------------- | ----- |
| 1.  | Seattle Head      | 3:48  |
| 2.  | Then & Now        | 3:15  |
| 3.  | Wrap My Arms      | 4:02  |
| 4.  | Dark Days         | 3:51  |
| 5.  | Want To           | 4:53  |
| 6.  | Misery            | 3:37  |
| 7.  | Criminal          | 5:09  |
| 8.  | Queen Jonasophina | 3:29  |
| 9.  | Shallow           | 4:06  |
| 10. | Superman          | 3:32  |
| 11. | King of Downtown  | 3:29  |
| 12. | Your Way          | 5:18  |

## Membres
- Duff McKagan – voix, basse guitare,  guitare, piano
- Dave Dederer – guitare, production
- Geoff Reading – batterie, chœurs, percussion, production
- Martin Feveyear – clavier, chœurs, production

Personal additionnel :
- Mike Squires – additional guitars
- Jon Irvie – enregistrement
- Mike Easton – enregistrement
- Dave Colins – mastering